# Vương tộc Capet
Nhà Capet (tiếng Pháp: Maison capétienne) hoặc Direct Capetians (Capétiens directs), còn được gọi là Vương tộc Pháp (la maison de France), hoặc đơn giản là Capet. Vương tộc này cai trị Pháp từ năm 987 đến năm 1328. Nó là dòng cao cấp nhất của Vương triều Capet - bản thân nó là một triều đại có nguồn gốc từ Gia tộc Robertians. Các nhà sử học trong thế kỷ XIX đã áp dụng tên "Capet" để gọi tất cả các vương tộc cầm quyền của Pháp và cho các hậu duệ dòng dõi nam của Hugh Capet (khoảng 939 - 996). Người đương thời không sử dụng tên "Capet" (xem Vương tộc Pháp). Capet đôi khi được gọi là "dòng dõi thứ ba của các vị vua" (xếp sau Vương triều Meroving và Vương triều Caroling). Cái tên "Capet" bắt nguồn từ biệt hiệu (với ý nghĩa không chắc chắn) được đặt cho Hugh, vị vua đầu tiên của Vương triều Capet.
Dòng chính của Vương tộc Capet bị tuyệt tự dòng nam vào năm 1328, khi 3 người con trai của Vua Philip IV (trị vì 1285–1314) đều thất bại trong việc sinh ra những người thừa kế nam giới còn sống để kế vị ngai vàng Pháp. Sau cái chết của Vua Charles IV (trị vì 1322–1328), ngai vàng được truyền cho Nhà Valois, là hậu duệ của một người em trai của Vua Philip IV. Năm 1589, ngai vàng của Pháp lại được truyền cho một nhánh khác của Vương tộc Capet, đó là Nhà Bourbon, là hậu duệ của con trai út của Vua Louis IX (trị vì 1226–1270), và từ 1830, ngai vàng lại được truyền cho cho một nhánh của Vương tộc Bourbon, đó là Nhà Orléans, ngai vàng của Pháp luôn thuộc về các hậu duệ của Hugh Capet, ngoại trừ thời kỳ trị vì 10 năm của Hoàng đế Napoléon dưới thời Đệ Nhất Đế chế Pháp, và 18 năm trị vì của Napoleon III dưới thời Đệ Nhị Đế chế Pháp.